# Dick Katz (Jazzpianist, 1924)
Richard Aaron „Dick“ Katz (* 13. März 1924 in Baltimore, Maryland; † 10. November 2009 in Manhattan, New York) war ein US-amerikanischer Jazzmusiker (Piano, Komposition, Arrangement), der auch als Musikpublizist und -produzent Bedeutung hatte. Er war Mitgründer von Milestone Records.

## Leben
Katz studierte zunächst an der University of North Carolina Musik, bevor er sich 1942 zur Kriegsmarine meldete, wo er an der Schlacht um Saipan beteiligt war. Nach dem Ende des Zweiten Weltkriegs zog er nach New York City, wo er für die Anzeigenagentur seines Vaters arbeitete und 1948 mit Ben Webster spielte. Daneben studierte er am Peabody Institute, an der Manhattan School of Music (Musiktheorie und Komposition) und hatte an der Juilliard School Klavierstunden bei Teddy Wilson. 
In den frühen 1950er Jahren spielte er in Minton’s Playhouse mit Tony Scott, mit dem er auch aufnahm. Dann war er Mitglied der Hausband im New Yorker Café Bohemia, wo er auch Miles Davis begleitete. Dann spielte er u. a. mit Al Casey und arbeitete in den Bands von Ben Webster, Kenny Dorham, Oscar Pettiford und später bei Carmen McRae. Von 1954 bis 1955 war er Mitglied des Quintetts von J. J. Johnson und Kai Winding („Jay and Kai“). 
Katz spielte in den 1960er Jahren mit Jim Hall und im Orchestra U. S. A. (1964/65). Er wirkte an Benny Carters Impulse-Album Further Definitions mit und begleitete die Sängerin Helen Merrill bei ihrer Europatournee 1964 und bei Plattenaufnahmen (The Feeling Is Mutual, 1965), für die er auch arrangierte. In den späten 60er Jahren spielte er mit Roy Eldridge und Lee Konitz; 1968 entstand sein Album A Shade of a Difference. In den 1970er Jahren setzte sich seine Zusammenarbeit mit Konitz fort; außerdem spielte er mit Teo Macero, Sonny Stitt und wiederum mit Kai Winding, arbeitete als Jazzlehrer und als Produzent. 1966 hatte er das Label Milestone Records zusammen mit Orrin Keepnews gegründet.
In den 1990er Jahren arbeitete Katz als Pianist und Arrangeur mit dem American Jazz Orchestra und Loren Schoenbergs Big Band. 1992 nahm er für das Reservoir-Label zwei Alben auf, an denen Benny Golson, Ryan Kisor, Steve LaSpina und Ben Riley mitwirkten. Als Autor steuerte er grundlegende Kapitel zu Felix C. Lowes Sammelband Jazz Piano (1989) bei.
Katz starb an den Folgen von Lungenkrebs.

## Diskographische Hinweise
Alben unter eigenem Namen
- Piano and Pen (Atlantic, 1958)
- 3 Way Play (Reservoir, 1992) mit Steve LaSpina und Ben Riley
- The Line Forms Here (Reservoir, 1995) mit LaSpina, Riley, Ryan Kisor und Benny Golson

Alben als Sideman
- Kai Winding & J. J. Johnson: Kai and Jay and Bennie Green with Strings (OJC, 1952–54)
- Kai Winding & J. J. Johnson: K & J. J. (Bethlehem, 1955)
- Milt Hinton: East Coast Jazz/5 (Rhino, 1955)
- Kenny Dorham: Kenny Dorham and the Jazz Prophets (Chess, 1956)
- Sonny Rollins: Sonny Rollins And the Big Brass (Verve, 1958)
- Benny Carter: Further Definitions (Impulse!, 1961–1966)
- Ben Webster: Big Ben Time! (Philips, 1963)
- Ben Webster: Remember (Mercury 1967)
- Lee Konitz: The Lee Konitz Duets (OJC, 1967)
- Lee Konitz: Satori (OJC, 1974)
- Ruby Braff: The There Eyes (Sonet Records, 1976)
- Helen Merrill: Chasin' the Bird (Emarcy, 1979)
- Jimmy Knepper: Dream Dancing (Criss Cross, 1986)
- Nancy Harrow: Secrets (Soul Note, 1990/91)
- Loren Schoenberg: Out of This World (TBC; 1997)